# Галинка (река)
Галинка (Голинка) — река на острове Уруп в Сахалинской области России.
Длина реки — 12 км. Площадь её водосборного бассейна насчитывает 22 км². Берёт начало с хребта Петра Шмидта. Общее направление течения реки северо-запада на юго-восток. Впадает в Тихий океан.

## Данные водного реестра
По данным государственного водного реестра России относится к Амурскому бассейновому округу.
Код водного объекта 20050000312118300010638.